# پوگرسدورف
پوگرسدورف (به آلمانی: Poggersdorf) یک منطقهٔ مسکونی در اتریش است که در ناحیه کلاگن‌فورت-لاند واقع شده‌است. پوگرسدورف ۲٬۹۵۳ نفر جمعیت دارد.